# Albinas Cepas-Cepaukas
Albinas Cepas-Cepaukas, litovski general, * 8. december 1896, † 17. julij 1963.